# Curumaní
Curumaní es un municipio de Colombia ubicado en el departamento del Cesar. Tiene una población de 42.353 habitantes. Limita al norte con Chiriguaná, al este con Venezuela y El Carmen (Norte de Santander), al sur y oeste con Chimichagua.

## Toponimia
En la zona dominaba el cacique "Curumanao", el cual se estableció en las fértiles sabanas de lo que hoy es el municipio que lleva su nombre.

## División Político-Administrativa
Su Cabecera municipal, se encuentra dividido en los barrios: La Cruz, Los Corazones, 20 de Julio, Alto Prado, Buenos Aires, Camilo Torres, El Carmen, San Isidro, La Feria, La Santísima Trinidad, Las Palmas, Once de Noviembre, San Vicente, Simón Bolívar, El Paraíso, Ciudadela, Urbanización Sara Lucía, El Silencio, San José, Villa Andrés.
Curumaní tiene bajo su jurisdicción los centros poblados:
- Barrio Acosta
- Champán
- Chinela
- El Mamey
- Guaymaral
- Hojancha
- Nuevo Horizonte
- Sabanagrande
- San Roque
- San Sebastián
- Santa Isabel

## Historia
Los habitantes del Municipio de Curumaní tienen su origen en el grupo étnico de los Chimilas, quienes se dedicaban a la pesca, caza, apicultura y a los cultivos de tabaco, ahuyama, yuca y caña brava, que empleaban como materia prima para la elaboración de las flechas. Sembraban además, diversas cañas que utilizaban en la elaboración de pitos y flautas; y cultivaban frutales como guanábana, níspero, papaya, piña, chirimoya, caimito, naranja, etc. Además, este grupo étnico se distinguió por las riquezas en el arte de la cestería, abanicos, sombreros y demás utensilios domésticos. Dentro de la estructura política de esta tribu, dominaba un cacique, de los cuales el cacique Curumanao, se estableció en las fértiles sabanas de lo que es hoy el municipio que lleva su nombre, y a orillas de la ciénaga de Zapatosa, donde hacían el intercambio comercial con el cacique Chimichagua, perteneciente a la Tribu Tayrona. No se conoce con exactitud el año de fundación de Curumaní, pero se sabe que aproximadamente hacia el año 1852, comenzó a poblarse con los vaqueros que trasladaban ganado de Chiriguaná a los Santanderes. Mas su creación se cumple en 1887, como producto de la búsqueda de mejores parajes por parte de los ganaderos para pastar su ganadería. Inicialmente, fue corregimiento del municipio de Chiriguaná hasta el año 1965, siendo elevado a la categoría de municipio mediante la Ordenanza n.º 036 del 16 de noviembre de 1965. 

### Resumen Histórico
- 1579 - Habitada por los Malibú.
- 1610 - Hace parte de las posesiones de Pedro Juan Hernández, tuvo en Chiriguaná, quien traslada ganado por la vía de Tamalameque, pasando por lo que hoy es Curumaní.
- 1725 - La señora Isabel Labarces De Pando compra los derechos de dominio sobre estas tierras.
- 1741 - El misionero capuchino Juan Vera, solicita ayuda a la provincia de Santa Marta, para defender la población de Becerril atacada por los motilones, Curumanies y caribes.
- 1853 - Según Simón Martínez, el norteamericano Isac Colton describe a Curumaní como un poblado de 250 habitantes.
- 1886 - La Constitución de este año da el nombre al departamento del magdalena, al que pertenecían los actuales municipios de Chiriguaná y Chimichagua de los que hacían parte las tierras de Curumaní.
- 1918 - Según escritura pública 1031 del 11 de julio de la notaria 1ª de Bogotá, estas tierras pertenecen a la Compañía Agropecuaria del Cesar.
- 1940 - Se disuelven las sociedades Unión Colombiana De Petróleo, Compañía Agropecuaria Del Cesar, Compañía Petrolera de Curumaní y Sociedad del Dividivi.
- 1965 - Es elevado a Municipio perteneciendo al departamento del Magdalena, mediante ordenanza número 036 de 1965, segregado de los Municipios de Chiriguaná y Chimichagua.
- 1967 - Al entrar en vigencia la ley 25 de 21 de junio de 1967, se creó el departamento del Cesar quedando Curumaní incluido en este nuevo Departamento.

## Geografía
Según el Atlas Ambiental del departamento del Cesar, el municipio de Curumaní se encuentra ubicado en la zona de los Valles de los ríos Cesar y Magdalena, donde la precipitación oscila entre 900 y 1500 mm, y su bajo valor es debido a la acción secante de los vientos Alisios del noreste, que no encuentran obstáculos orográficos en estos sectores. Presenta una temperatura promedio anual de 28 °C, con máxima de 39 °C y mínima de 22 °C, dependiendo del régimen de lluvia anual. Esto permite clasificar la región dentro del piso térmico cálido ardiente. El régimen de lluvias que se presenta en la zona, de acuerdo con los datos pluviométricos es bimodal; es decir, existen dos (2) períodos lluviosos los cuales registran una precipitación media anual de 1700 m; y dos (2) períodos secos al año. Los períodos lluviosos ocurren regularmente entre los meses de abril a junio y de agosto a noviembre; el período menos lluvioso tiene lugar en los meses de diciembre a marzo, siendo el más seco enero. El comportamiento de los Índices de aridez es deficitario, es decir, mayor a 0.3, lo cual significa que se presenta déficit de agua en el suelo durante más de seis (6) meses al año. En este municipio se encuentra ubicada una estación climatológica, ubicada en el Cerro El Champán. Cuenta con pisos bioclimáticos de tipo ecuatorial y subandino. El ecuatorial se encuentra altitudinalmente por debajo de los 1000 metros, con presencia de bosques primarios, bosques intervenidos y rastrojos medio a bajo, perteneciendo a los zonobiomas húmedo ecuatorial, tropical alternohigrico y Subxerofítico tropical. El Subandino se encuentra entre los 1000 y 2300 m s. n. m., con presencia de bosques primarios, bosques intervenidos y rastrojo medio a bajo, correspondientes al orobioma de selva subandina.

## Límites del municipio
Norte: Municipio de Chiriguana.
Oriente: República Bolivariana de Venezuela; con la Vereda Canaima y el municipio de El Carmen, Norte de Santander.
Occidente y sur: con el Municipio de Chimichagua.

## Ecología
La vegetación de Curumaní se corresponde a bosque húmedo pre-montaño que se encuentra entre 1000 y 1800 metros de altura. Las partes más altas de la serranía conserva las siguientes especies representativas: carreto, tananeo, matarraton montañero, trementino, hurapo, laurel comino, guayacán, yaya, palma de estera, etc. 

### Flora
La topografía del municipio de Curumaní es variada, hecho que determina de igual manera la abundancia de especies, ej: tenemos que en el bosque seco y tropical se hallan árboles como la Algarroba, Dormidera o Zarsa, Peralejo, Centello, Polvillo, Pacito, Totumo, Cañafistula, Gusanero y Muñeco, entre otros. En la parte más alta de la serranía tenemos: carreto, tananeo, matarratón montañero, trementina, hurapo, laurel, guayacán, comino, yaya y palma de estera entre otros. en la parte humedad y plana tenemos sembrados de pancoger como la yuca, el plátano, guineo, el maíz, el frijol, así con el achiote montañero, bijagüillo, orejero, varablanca, guarumo, león coquillo, campano, mora, caracolí, guácimo, coquillo, piñón, roble, zapotillo, guáimaro, hiraca, bijao, palma de vino. En la zona baja inundable se halla el maíz tostao el mangle, el naranjuelo, el roble, guacamayo, palo prieto, etc.

### Fauna
Producto de tala indiscriminada y de la depredación del hombre, en este como en muchos municipios del país existen especies en vía de extinción, tales como el oso de anteojos, jaguar, venados, mico maicero, tigrillo, ñeque, zaino, puerco espino, conejos, armadillo, perica ligera, gallinetas, babillas, ardillas, iguanas, galápagos y una gran variedad de peces como el bocachico, sardinas, mojarras, coroncoro y aves canoras de varias especies al igual que animales domésticos como las gallinas, los burros, mulos vacas y cerdos entre otros.

## Economía
Su economía se basa en el sector primario, el cual se dedica a las actividades que trabajan directamente los recursos naturales: agricultura, ganadería, explotación forestal, pesca y el sector minero.

### Agricultura
Se consideran como cultivos tradicionales el plátano y el cacao, cuyas plantaciones de hallaban hasta 1950 en la ladera de San Pedro, animito y Agua Fría, bañadas por las quebradas que llevan su nombre. Aproximadamente estaban cultivadas 80 hectáreas de plátano y 100 hectáreas de cacao. El cultivo de cacao desaparece por la falta de caudal de la quebrada San Pedro, que se redujo a raíz de los desmontes de la cordillera donde está su nacimiento. Los cultivos relacionados antes se hallan distribuidos según las características propias de cada uno así. El café en las estribaciones de la cordillera oriental; el arroz en las zonas bajas y cenagosas de la quebrada de Animito y san pedro, el aguacate en las laderas de la quebrada de san pedro, el sorgo, ajonjolí, algodón y maíz en las partes planas. El plátano fue un producto de gran importancia tanto para el volumen de producción como por constituir con el maíz y la yuca la base de la alimentación popular, hoy este cultivo ha disminuido debido a los fuertes vientos que azotan a la región de diciembre a marzo, pero especialmente a la sigatoka negra (enfermedad que le da al cultivo de plátano) que ha sido imposible controlar y erradicar. La constitución cenagosa del terreno, en la parte occidental del municipio, permitió que el cultivo de la caña fuera muy importante entre las familias en toda la región que comprende los Serenos, Wantón, San Pedro, Guartinajo, El mamey y una extensa franja desde las Vega que en ese entonces pertenecía a los municipios de Chimichagua y Chiriguaná. Curumaní brinda posibilidades extraordinaria para el establecimiento de una industria panelera, con miras a crear nuevas fuentes de trabajo. La agricultura de pancoger se combina con pasto y frutales; son de subsistencia y los excedentes van al mercado local o a intermediarios, como centro de mercadeo estaban Saloa, El banco, Chimichagua, Sampegua, Belén y los puertos fueron pesquería, Guaimaral. La riqueza agropecuaria de esta región se manifiesta en la gran cantidad de productos silvestre como: pasita, aceituna, guinda, pomarrosa, caimito, el guamo, chupa-chupa, garrapata, árbol del pán, guayaba agra, dulce y frutales como el zapote, papaya, piña y diversidad de banano, el mamón, tamarindo. Las cosechas anuales son vendidas directamente en Bogotá, Barranquilla, Cúcuta y Valledupar. 

### Ganadería
Se inicia en el siglo XVIII, ya que estas sábanas fueron pasos obligados y de descanso del ganado en el camino entre Chiriguaná y Tamalameque, puerto comercial de gran importancia en esa época, la abundancia de pasto despertó el interés de los vaqueros y arrieros que más tarde se fueron estableciendo con sus familias. En la historia de la ganadería es importante anotar la existencia de la Compañía Unión Colombiana de Petróleo, la cual fundó y organizó una ganadería de mayores pensión en las sabanas del Algarrobo, cuyas casas y corrales se hallaban en lo que es hoy finca La Campera, llegó a tener unas 2000 cabezas de ganado, otra empresa agropecuaria fue la organizada por Gómez Plata en las sabana Las Angustia hoy de nombre la OK, donde está la finca con el mismo nombre con 800 cabezas. La hacienda Paraver, formada por varios hatos ganadero que eran de propiedad del santandereano LUIS ANDELFO GRANADOS, con una extensión de más de 7000 hectáreas, tuvo una existencia de 30 años, entró en negociación con el Instituto de la Reforma Agraria, la mayor parte de sus muebles y los hatos ganaderos fueron liquidados en ventas, destinando sus tierras al cultivo del arroz, zorgo y algodón, benefician a la comunidad curumanilense, ya que en época de cosecha utilizaban hasta 1000 personas. Otro beneficio a la economía del municipio se manifiesta en la ceba de 5000 novillos al año y una producción de 2000 litros de leche diario. Los tipos de explotación ganadera tienen varias modalidades: cría, levante, engorde o ceba y lechería. Cría: Constituye la base del desarrollo ganadero, observándose las prácticas cuidadosa en este aspecto, comprende un periodo de 6 meses de lactancia. Levante: Se adelanta con ganado cruzado de cebú, pardo suizo y holstein, comprende un periodo de 12 y 20 meses. La Ceba: Se inicia en ganado a partir de los 24 meses y abarca un periodo de un año. Lechería: Se desarrolla bajo características domésticas, existe un mediano mercado abasteciéndose y vendiéndole a la empresa multinacional CICOLAC, una buena parte del área tiene característica de sabana, tiene presencia de pastos importados, los cuales figuran: carimagua, braquiaria, estrella africana, faragua, pará, angola, angleton, guinea, cocullina, kisgras. 

### Pesca
Es una actividad practicada por los habitantes ribereños para su subsistencia, con excepción del corregimiento de Guaimaral donde se realiza como actividad comercial en la Ciénega de su mismo nombre y en el río cesar, lo que ofrecen en abundancia bocachico, comelón, pincho, nicuro o barbú, la pesca se hace en atarraya o trasmallo, estas últimas han ocasionado la extinción de muchas especies, la cabecera municipal no es un sitio de pesca, pero sí un centro de acopio donde se comercializa productos procedentes de Tamalameque, Zapatosa, La Mata, Saloa, y los corregimientos ribereños de Guaimaral. 

### Actividad Forestal
La historia de la explotación forestal se divide en dos etapas: la primera corresponde al aserrío de algunos árboles como tolúa, cedro, higoamarillo y campano, cuya actividad la desarrollaban personas nativas con sierra de mano para la construcción de puertas techos y ventanas, la explotación de tolúa y ceiba amarilla eran utilizada en la fabricación de canoas para la actividad pesquera en el río cesar y magdalena. El segundo periodo corresponde a las décadas del 50 cuando llegaron los antioqueños y desarrollaron una explotación de árboles maderables como la tolúa, cedro, caracolí, caoba, ábaco y carreto. Industria: Esta actividad económica prácticamente se está inicializando, se elaboran algunos productos de manufacturas caseras y de consumo local a otros departamentos tales como: panaderías, queseras, confecciones, ebanisterías y ladrilleras. 

### Ladrilleras
Esta actividad es iniciada en el municipio por Luis Enrique Royero, esta industria tiene como objetivo comercializar el producto y tecnificarlo. La asociación de ladrilleros de Curumaní está conformada por 13 socios fundadores y 6 afiliados. Minería: El municipio tiene tierra en la sierra de los motilones, no puede descartarse la posibilidad de poseer hierro y carbón, minerales que abundan en la cordillera oriental, entre la Guajira y Cundinamarca. Según Ingeominas se encuentran yacimientos de barita en el corregimiento de Santa Isabel. La barita molida se destina a la preparación de soluciones pesadas, usadas en la perforación de pozos de petróleo en las pinturas y las cerámicas. 

### Comercio
A principio del siglo los moradores usaron como forma de comercio el trueque o cambalache, es decir cambiaban los productos de la región por otro, más tarde se inicia el comercio con El Banco, se destacan como puerto: pesquería Guaimaral y Hojancha, los productos que se comercializaban eran plátano, cacao, manteca de cerdo, manteca de corozo, escobas de pajitas y de iraca, esteras, aguaderas, y se traían telas sal, panela, café, petróleos y medicamentos. Cuando se hace la apertura de la carretera troncal costera se amplía el comercio hacia barranquilla y hacia Valledupar y más tarde hacia Maicao, en esos viajes traían electrodomésticos, telas, vajilla, lencerías, de Bucaramanga traían ropa y calzado, los depósitos de víveres y abarrotes se han multiplicados y han crecido, convirtiéndose en distribuidores al por mayor y al detal.

## Vías de comunicación
La principal via terrestre del Ruta Nacional 45

## Estructura organizacional municipal
| Curumaní     | Curumaní    | Curumaní                   |
| Departamento | Código DANE | Categoría municipal (2023) |
| ------------ | ----------- | -------------------------- |
| Cesar        | 20228       | Sexta                      |

- Personería: Es un centro del Ministerio Público de Colombia que ejerce, vigila y hace control sobre la gestión de las alcaldías y entes descentralizados; velan por la promoción y protección de los derechos humanos; vigilan el debido proceso, la conservación del medio ambiente, el patrimonio público y la prestación eficiente de los servicios públicos, garantizando a la ciudadanía la defensa de sus derechos e intereses.

- Concejo Municipal: Es la suprema autoridad política del municipio. En materia administrativa sus atribuciones son de carácter normativo. También le corresponde vigilar y hacer control político a la administración municipal. Se regulan por los reglamentos internos de la corporación en el marco de la Constitución Política Colombiana (artículo 313) y las leyes, en especial la Ley 136 de 1994 y la Ley 1551 de 2012.

Constituido por 13 concejales por un periodo de 4 años. 
- Alcaldía Municipal: En esta se encuentra la administración municipal y las entidades descentralizadas del municipio.

El Alcalde se pronuncia mediante decretos y se desempeña como representante legal, judicial y extrajudicial del municipio. El actual Alcalde municipal es Hermes Martínez Úrsula (2024-2027), elegido por voto popular.
- ''JAL''.

## Servicios públicos
- Energía Eléctrica: Afinia, del grupo EPM, es la empresa prestadora del servicio de energía eléctrica.
- Gas Natural: Vanti es la empresa distribuidora y comercializadora de gas natural en el municipio.